# محمود کاشفی
محمود کاشفی(۱۳۰۲ تهران-) وزیر مشاور و دبیرکل شورای‌عالی اداری کشور و معاون نخست‌وزیر در دولت هویدا بود.
محمود کاشفی در سال ۱۳۰۲ در تهران به دنیا آمد و پس از اتمام تحصیلات دوران مقدماتی به دانشکده حقوق دانشگاه تهران رفته سپس در پاریس موفق به اخذ مدرک دکترای حقوق شد. ولی پس از بازگشت به ایران در وزارت دارای مشغول به کار گردید و مشاغلی مانند ریاست اداره کل بهبود امور اداری، مدیر کل بازنشستگی، پیشکار دارایی خراسان، مدیر کل وصول تهران، سرپرست آموزشگاه عالی دارایی، عضو شورای عالی مالیاتی و خزانه‌دار کل و معاون وزارت دارایی را بر عهده داشت. او در سال ۱۳۵۳ به سمت معاون نخست‌وزیر و دبیرکل شورای‌عالی اداری کشور منصوب شد و تا سال ۱۳۵۴ در این سمت باقی ماند. 